# Lalinde
Lalinde is een Franse gemeente in het departement Dordogne, in de regio Aquitanië. De gemeente telde 2.936 inwoners op 1 januari 2022.

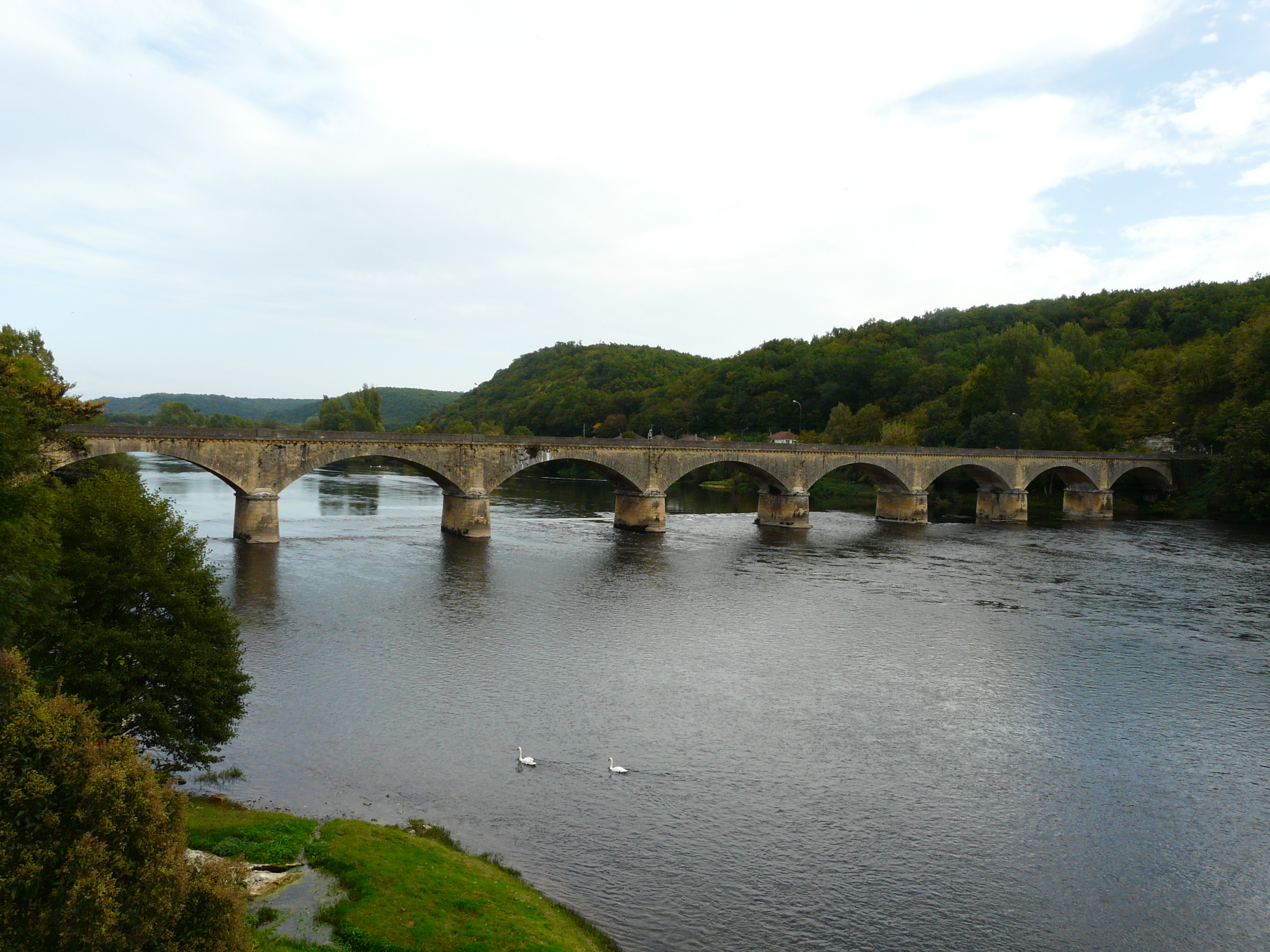
De brug van Lalinde over de Dordogne, aangelegd in 1881, telt 8 bogen en is 214 meter lang
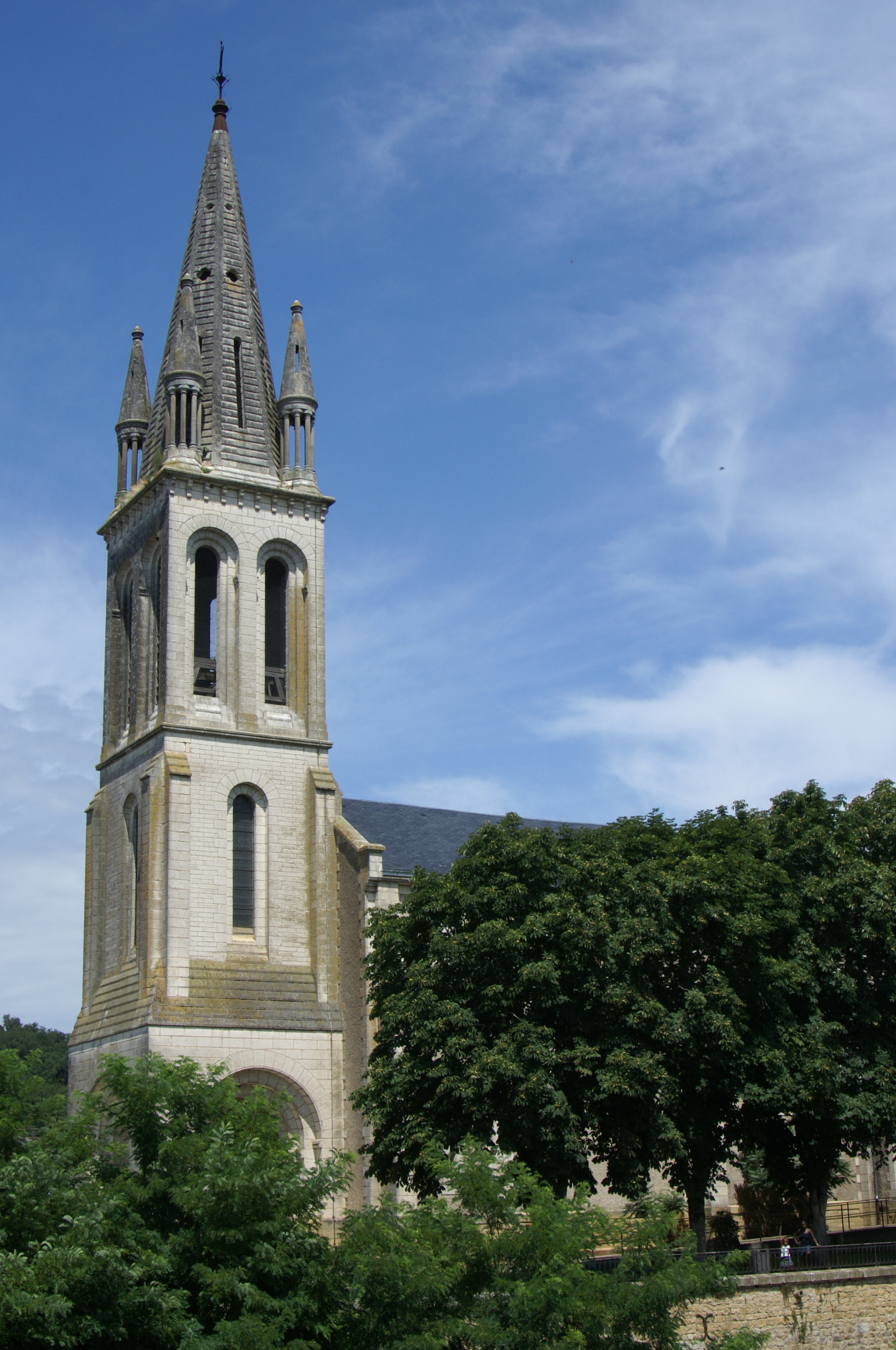
Église Saint-Pierre-ès-Liens
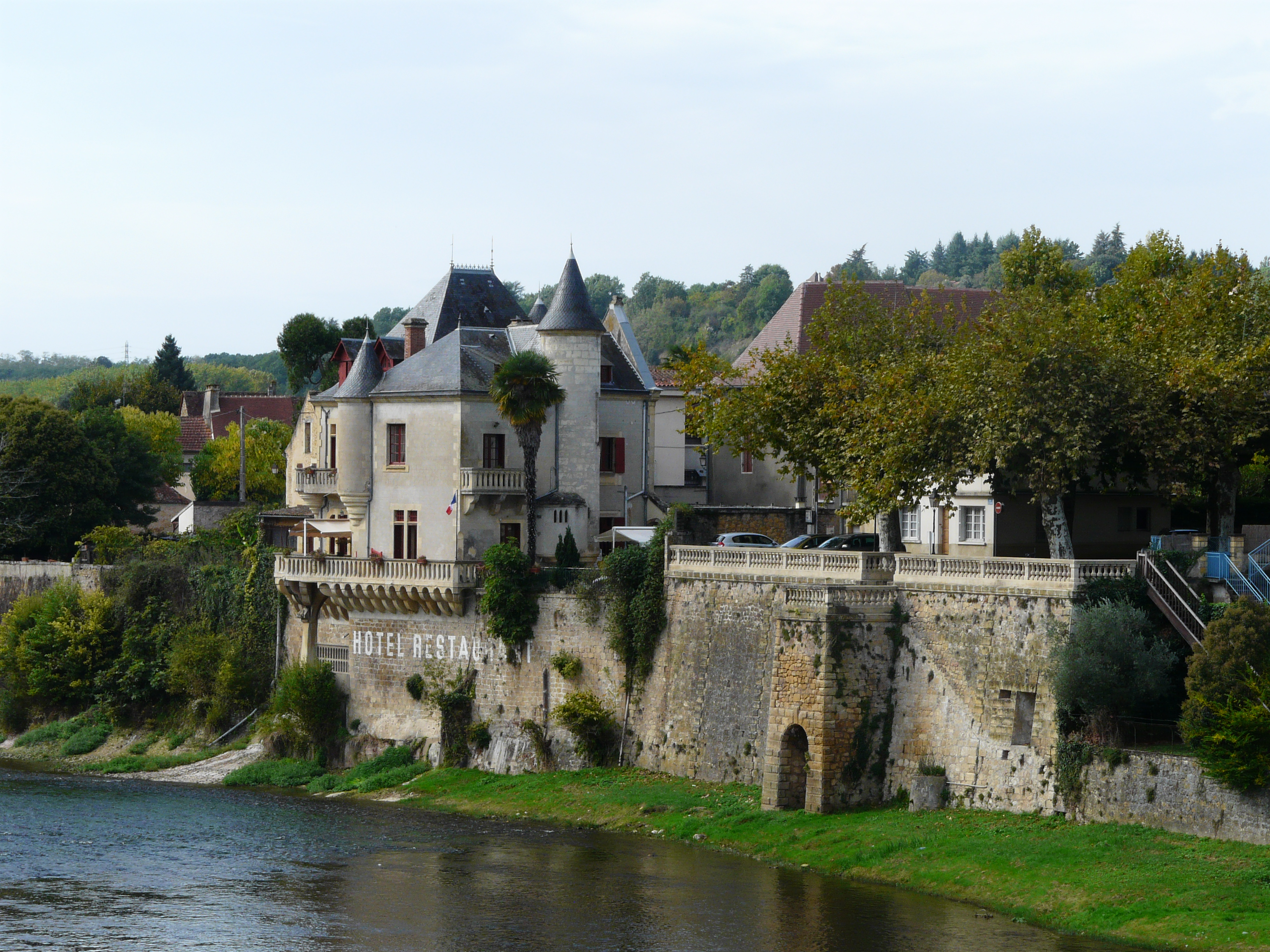
Château de la bastide
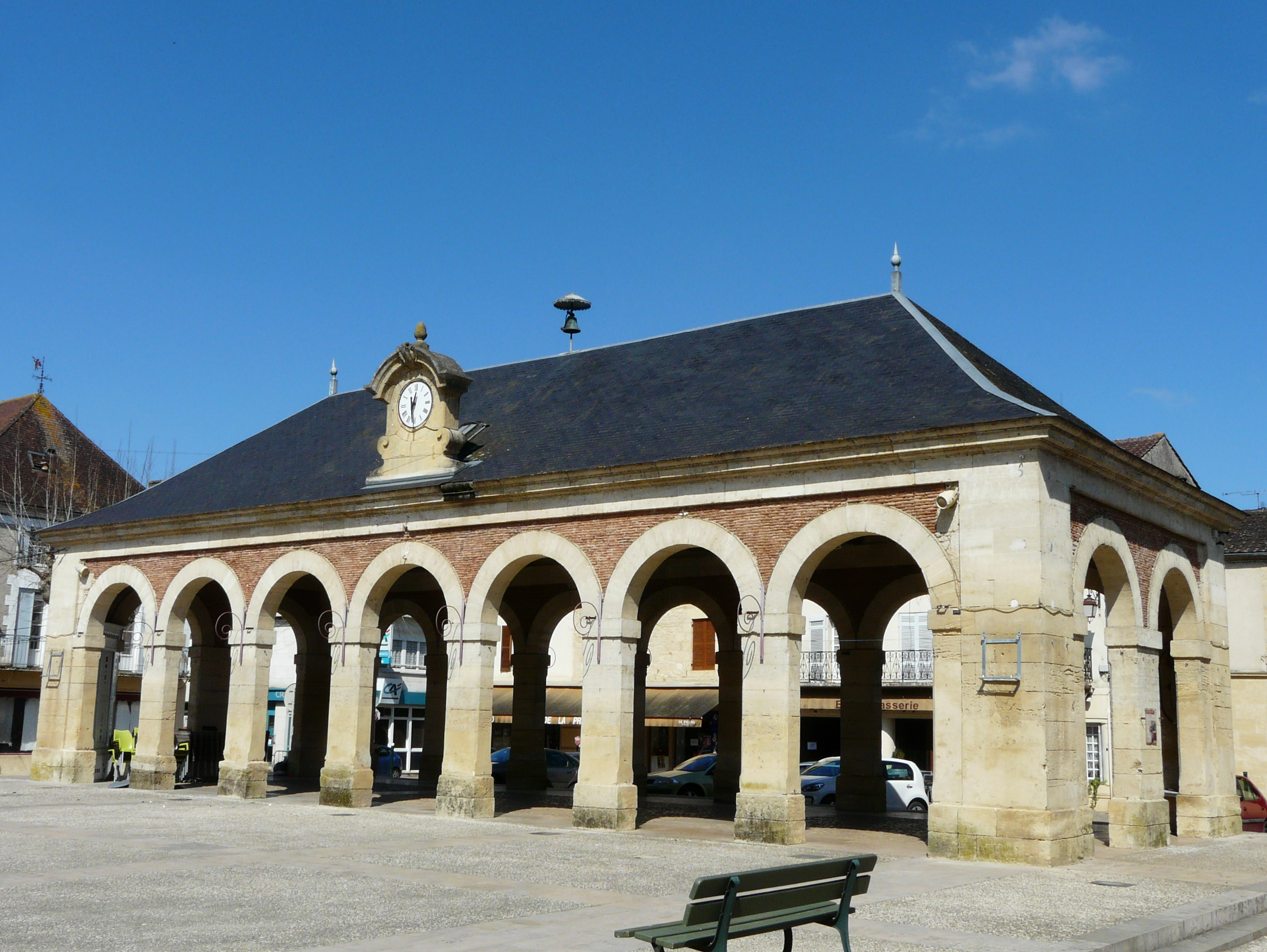
De 19e-eeuwse markthal verving een eerdere markthal uit de 15e eeuw

## Geschiedenis
De plaats is ontstaan als Engelse bastide. Die werd gesticht in 1267 door Hendrik III van Engeland. De stad kreeg privileges en werd aangelegd met een rechthoekig stratenplan en centraal een markplein. Van de stadsomwalling zijn nog delen van de stadsmuur aan de zijde van de rivier gewaard gebleven, en twee poorten: Porte de Bergerac (de hoofdpoort) en Porte de Saint-Front. Vroeger was de handel over de rivier erg belangrijk. Om het scheepsverkeer te vergemakkelijken werd tussen 1838 en 1843 het Kanaal van Lalinde tussen Mauzac en Tuilières gegraven, dat evenwijdig loopt met de Dordogne. Met de komst van de spoorweg verminderde het belang van dit kanaal.

## Geografie
De oppervlakte van Lalinde bedraagt 27,7 km², de bevolkingsdichtheid is 100 inwoners per km² (per 1 januari 2019). Lalinde ligt aan de Dordogne en aan het Kanaal van Lalinde.
De onderstaande kaart toont de ligging van Lalinde met de belangrijkste infrastructuur en aangrenzende gemeenten.

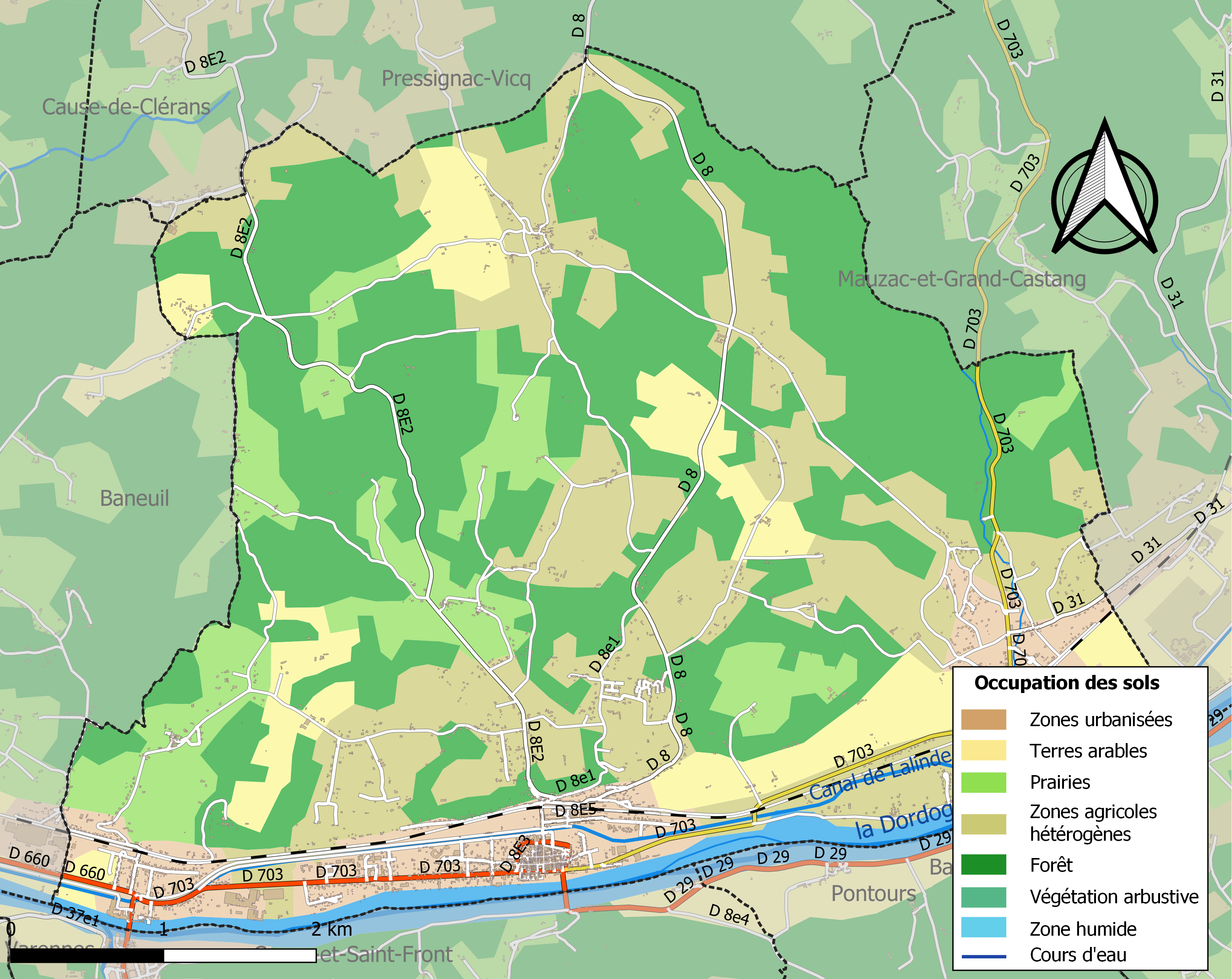

## Verkeer
In de gemeente ligt het spoorwegstation Lalinde.

## Demografie
Onderstaande figuur toont het verloop van het inwonertal (bron: INSEE-tellingen).